# Siegfried Ochs
Siegfried Ochs (Frankfurt del Main, 19 d'abril, 1858 - Berlín, 6 de febrer, 1929), va ser un director de cor i compositor alemany. Com a compositor també va utilitzar el pseudònim de Diego Fischers.

## Biografia
Siegfried Ochs va estudiar inicialment química a la Universitat de Heidelberg. També va treballar al teatre local com a acompanyant i pintor decoratiu. El 1878 va anar a la Universitat Reial Acadèmica de Berlín per a la Música Escènica, que llavors estava sota el rectorat de Joseph Joachim (1831–1907). També és considerat un estudiant de Friedrich Kiel.
El 1882 va fundar el Cor Filharmònic de Berlín, que va dirigir fins a la seva mort. El 1920 el cor es va dissoldre per motius econòmics i va continuar com a cor de la Universitat de Música, on Ochs era professor. La seva autobiografia Happened, Seen, publicada a Leipzig el 1922, no es pot considerar fiable en tots els detalls.
Durant el Tercer Reich, les obres del jueu Siegfried Ochs van ser prohibides. Diversos membres de la seva família van ser assassinats en camps de concentració; La seva dona Charlotte, de soltera Friedländer, que va néixer a Berlín el 1866, va morir el 2 de març de 1943 al camp de concentració de Theresienstadt.

## Obres (selecció)
Va compondre una òpera còmica, cors, duets, cançons. Les seves obres més conegudes són la cançó "Thank you, Lord" (que Ochs va presentar com a obra de George Frideric Handel al seu oratori Israel a Egipte i que es va considerar així durant molt de temps, però que ara s'interpreta sota el nom d'Ochs) i la paròdia de 14 compositors coneguts, entre ells Bach, Haydn, Mozart, Beethoven i Richard Wagner, fusionant els seus respectius estils amb la cançó popular Un ocell ha volat.
Obres musicals

- Die Maulbronner Fuge“ für eine Bariton-Stimme und Männerchor mit Begleitung des Pianoforte op 3, text: Joseph Victor von Scheffel, dedicat a Max Goldstandt, Raabe & Plothow, Berlín, cap al 1882 OCLC 837618315 OCLC 497851755 OCLC70207
- Der Handschuh. Poema de Friedrich Schiller. Preparat per a una conferència alegre amb acompanyament de piano de Diego Fischers. Berlín: Raabe & Plothow 1883. OCLC 695476551
- Die Hexe op. 5 núm. 1, incipit: L'àvia va sortir a la xemeneia, text: Arthur Fitger, Berlín, 1883 OCLC 49785169
- Sommerabend op. 5 núm. 2, Incipit: L'aire està tan quiet i el bosc tan silenciós, text: W. Müller, 1883 OCLC 497851761
- Wie des Mondes Abbild zittert op 6 núm. 1, text: Heinrich Heine, 1883 OCLC 497851771.
- Geh ich Abends aus op 6 núm. 2, text: J. Grosse, 1883 OCLC 497851684
- Wir wollen jetzt Frieden machen op 6 núm. 3, text: Heinrich Heine, 1883 OCLC 497851785.
- Ein deutsches Volkslied „'s kommt ein Vogel geflogen“ im Style älterer u. neuerer Meister für Pianoforte humoristisch bearbeitet in zwei Heften, Eugen Pfeiffer, Heidelberg, 1890 volum 1 OCLC 873361399 OCLC 1071592040 volum 2 OCLC 11738888

Dues cançons per a una veu cantant amb acompanyament de piano. Raabe & Plothow, Berlín, 1888 OCLC 497851735 No ho pregunto. II Jeanne i Jeanneton
- Im Namen des Gesetzes, òpera còmica en tres actes, Raabe & Plothow, Berlín, 1888 OCLC 243751047 (còpia digital del llibre de text al Centre de digitalització de Munic de la Biblioteca estatal de Baviera)
- Humoristische Variationen über „'s kommt ein Vogel geflogen. gravat per la Nordwestdeutsche Philharmonie amb Werner Andreas Albert al disc Masterpieces of Musical Humor del segell EMI Electrola el 1969 OCLC 1040330387; Filharmònica del Nord-oest d'Alemanya amb Peter Falk, CD, Philips 1994.
- Deutsche Volkslieder für gemischten Chor, dedicades a la Filharmònica de Berlín, Bote & Bock, Berlín
  - Volum 1: núm. 1 al núm. 6, Bote & Bock, Berlín, 1914 OCLC 165336963: I Petició a sant Rafael II Hi havia dos fills reials III El bon camarada IV L'últim ball V Estimar et fa gran' Alegria' VI I Estic tan trist (una cançó de broma)
  - Volum 2: núm. 7 al 12, Bote & Bock, Berlín, 1915 OCLC 646695341: VII Alemanya, Alemanya sobretot (Déu salvi Franz, l'emperador) VIII Adéu. Cançó popular de 1534 IX Josep, estimat Josep el meu X Venim a pregar XI Vaig somiar la nit XII Tres genets van sortir de la porta. Alemanya del Sud, 1777
  - Volum 3: núm. 13 a 18, Bote & Bock, Berlín, 1916 OCLC 165336969 XVII Oh, com és possible doncs XVIII El caçador
  - Volum 4: núm. 19 al 24, Bote & Bock, Berlín, 1918 OCLC 165336970: No sé com em sento
  - Volum 5: núm. 25 al núm. 30, Bote & Bock, Berlín, 1924 OCLC 165336973: XXV Un castell fort XXVI Nit silenciosa XXVII Cançó espiritual del vespre XXVIII The Loreley XXIX Cançó del vi del Rin XXX Wanderlied
- Dank sei Dir, Herr. Inserció a l'oratori Israel a Egipte de George Frideric Händel. OCLC 500714150
- El salm 125: un himne de noces OCLC 156234632
- Schifferlied per a un cor de dones de tres parts, Associació de cantants de treballadors alemanys, Berlín cap al 1930 OCLC 312790266

## Com a intèrpret
Durant els anys 1927–1928 es van fer alguns enregistraments amb el Cor Filharmònic per a Electrola. Es van gravar obres de Heinrich Schütz, Johann Sebastian Bach, Georg Friedrich Handel i Wolfgang Amadeus Mozart, així com els seus propis moviments corals.